# Der fidele Bauer (film, 1928)
Pour plus de détails, voir Fiche technique et Distribution.
Der fidele Bauer est un film allemand réalisé par Franz Seitz, sorti en 1928. Il s'agit d'une adaptation de l'opérette Der fidele Bauer.

## Fiche technique
- Titre : Der fidele Bauer
- Réalisation : Franz Seitz
- Scénario : Charlie Roellinghoff (en) et Klaus Fery d'après le livret de Victor Léon
- Direction artistique : Willi Herrmann
- Photographie : Eduard Hoesch (en) et Giovanni Vitrotti
- Pays d'origine : République de Weimar
- Format : Noir et blanc - 1,33:1 - Film muet
- Date de sortie : 1928

## Distribution
- Simone Vaudry : Freda Garben
- Hans Brausewetter : Vincenz
- Ivy Close : la sœur aînée de Freda
- André Nox : Professeur von Grumow
- Peter Voß (en) : le frère de Freda
- Werner Krauss : l'agriculteur Mathäus Reuther
- Mathias Wieman : le fils, Stephan Reuther
- Leo Peukert : le maire
- S. Z. Sakall : le policier
- Carmen Boni : femme